# Boris Wasow
Boris Mintschew Wasow (bulgarisch Борис Минчев Вазов, wiss. Transliteration Boris Minčev Vazov; * 1873 in Sopot; † 1957 in Sofia) war ein bulgarischer Politiker, stellvertretende Vorsitzende des bulgarischen Parlaments, Bruder des Schriftstellers Iwan Wasow und der Generäle Georgi Wasow und Wladimir Wasow.
1925 wurde er während des Bombenanschlags auf die Kathedrale Sweta Nedelja verletzt.